# Museu Palau d'Art de Düsseldorf
El Museu Palau d'Art de Düsseldorf (en alemany, Museum Kunst Palast) és un museu d'art de Düsseldorf que acull una col·lecció que abasta des de l'antiguitat clàssica fins a l'actualitat: pintures, escultures, una col·lecció gràfica de 70.000 dibuixos, fotografies i gravats, col·lecció d'arts aplicades i el museu Hentrich que posseeix una important col·lecció de obres d'cristall. El complex disposa d'una àrea de 5000 m² d'exposició permanent i 4000 m² per a exposicions temporals a més de biblioteca d'art, el teatre Robert Schumann amb 800 butaques i un Institut de Restauració.

## Història
El museu té els seus antecedents en el Kunstmuseum Düsseldorf, una típica col·lecció d'art comunal a Alemanya. Les primeres exposicions van estar a càrrec dels populars regents Jan Wellem, duc de Palatinado, i la seva esposa Ana María Luisa de Médici i alguns rics ciutadans de Düsseldorf. El nombre d'obres exposades es va ampliar al segle xix amb la col·lecció de Lambert Krahe, anteriorment una col·lecció amb finalitats educatius de la Kunstakademie Düsseldorf [Acadèmia de Belles arts de Düsseldorf]. La Düsseldorfer Gallerieverein, fundada al segle xix, va recollir molts dibuixos de la Düsseldorfer Malerschule, més tard cedides a aquesta col·lecció.
El Kunstmuseum [Museu d'Art], en la seva forma actual, es va inaugurar en 1913 per exposar la Col·lecció Municipal d'Art.

### L'edifici actual
El complex d'edificis Ehrenhof va ser construït en 1925 per a l'exposició "GeSoLei (abreviatura de l'alemany, Gesundheitspflege, soziale Fürsorge und Leibesübungen [salut, atenció social i esport"]. Els plans de construcció de l'edifici corresponen a l'arquitecte Wilhelm Kreis.
Les col·leccions d'art comunal, les obres del Museu d'Arts Aplicades (que havia estat fundat el 1883) i les de la Col·lecció Hetjens de ceràmica del Hetjens-Museum es van traslladar a l'edifici Ehrenhof el 1928. (El 1969 les ceràmiques es van traslladar al Palais Nesselrode en la Schulstraßi a Düsseldorf-Carlstadt.)
El 1932 es va afegir la col·lecció de l'Acadèmia d'Art, que havia estat refundada el 1819 i que comptava amb una trentena de pintures de la col·lecció privada que l'Elector del Palatinat Johann Wilhelm va fundar el 1710. La majoria de les obres de la col·lecció original havien passat a ser de propietat de la família reial bavaresa i havien estat traslladades el 1805 a Múnic allotjant-se finalment en l'Alte Pinakothek.
Després de la Segona Guerra Mundial, especialment en la dècada dels anys 1960, la col·lecció es va ampliar amb les aportacions de donacions o cessions permanents de diverses col·leccions: Hentrich i Barlach-Heuer, Giradet, Binder, Schwartz i Koch. El 1979 les col·leccions van ser repartides per la ciutat amb motiu de la restauració i ampliació de l'edifici que va reobrir les seves portes al maig de 1985. Un incendi el 1993 va obligar a tancar el museu fins a l'any següent.
El 2001 el Museu d'Art i el veí Palau d'Art van constituir una fundació (en una associació publicoprivada) denominada "Stiftung museum kunst palast" [Museu Palau d'Art de Düsseldorf].
En el mateix complex d'edificis, també té la seu el NRW-Forum Kultur und Wirtschaft [Fòrum per a la cultura i l'economia de Renania del Nord-Westfàlia].

## Galeria d'imatges

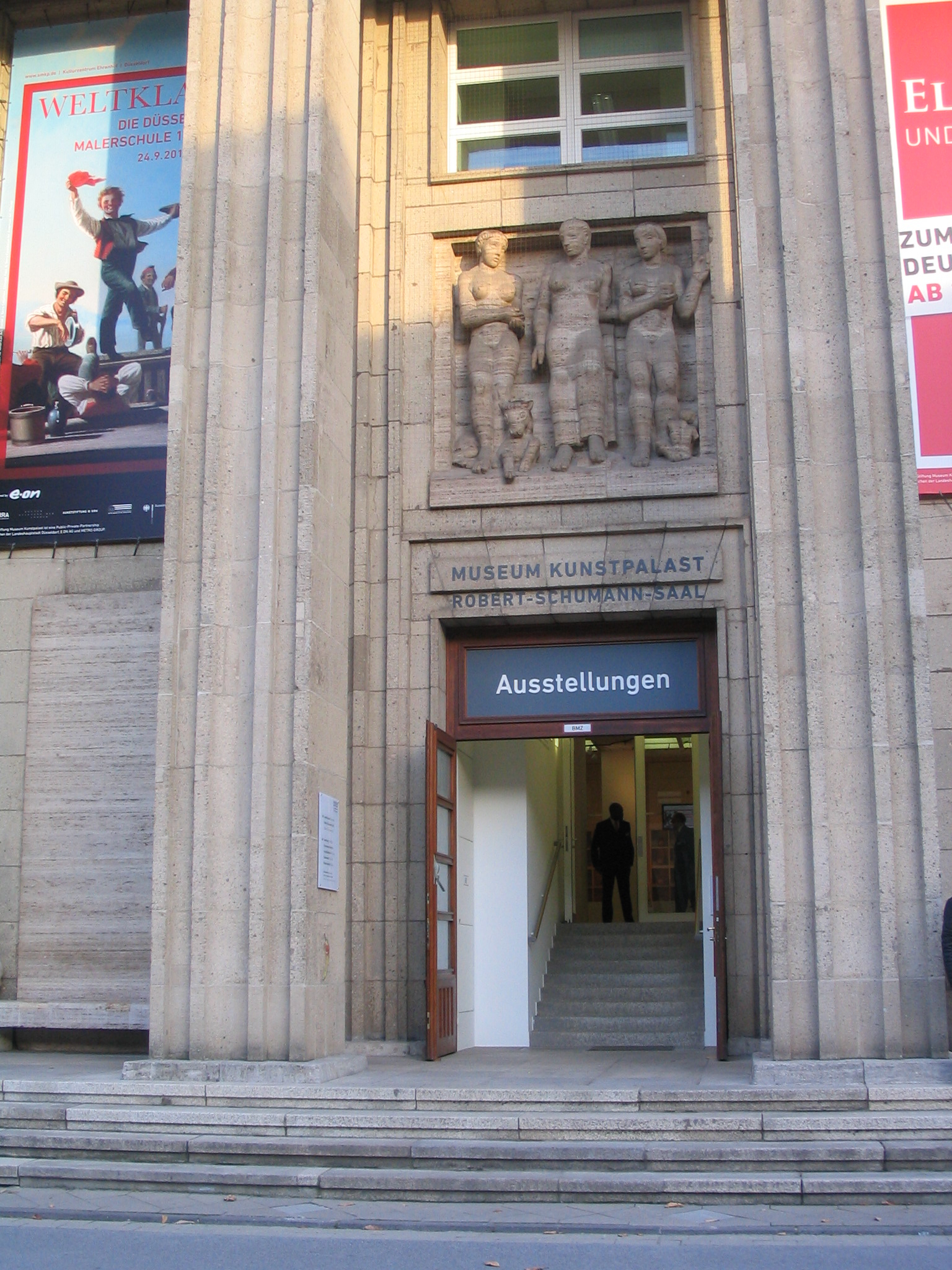
Entrada ala oriental
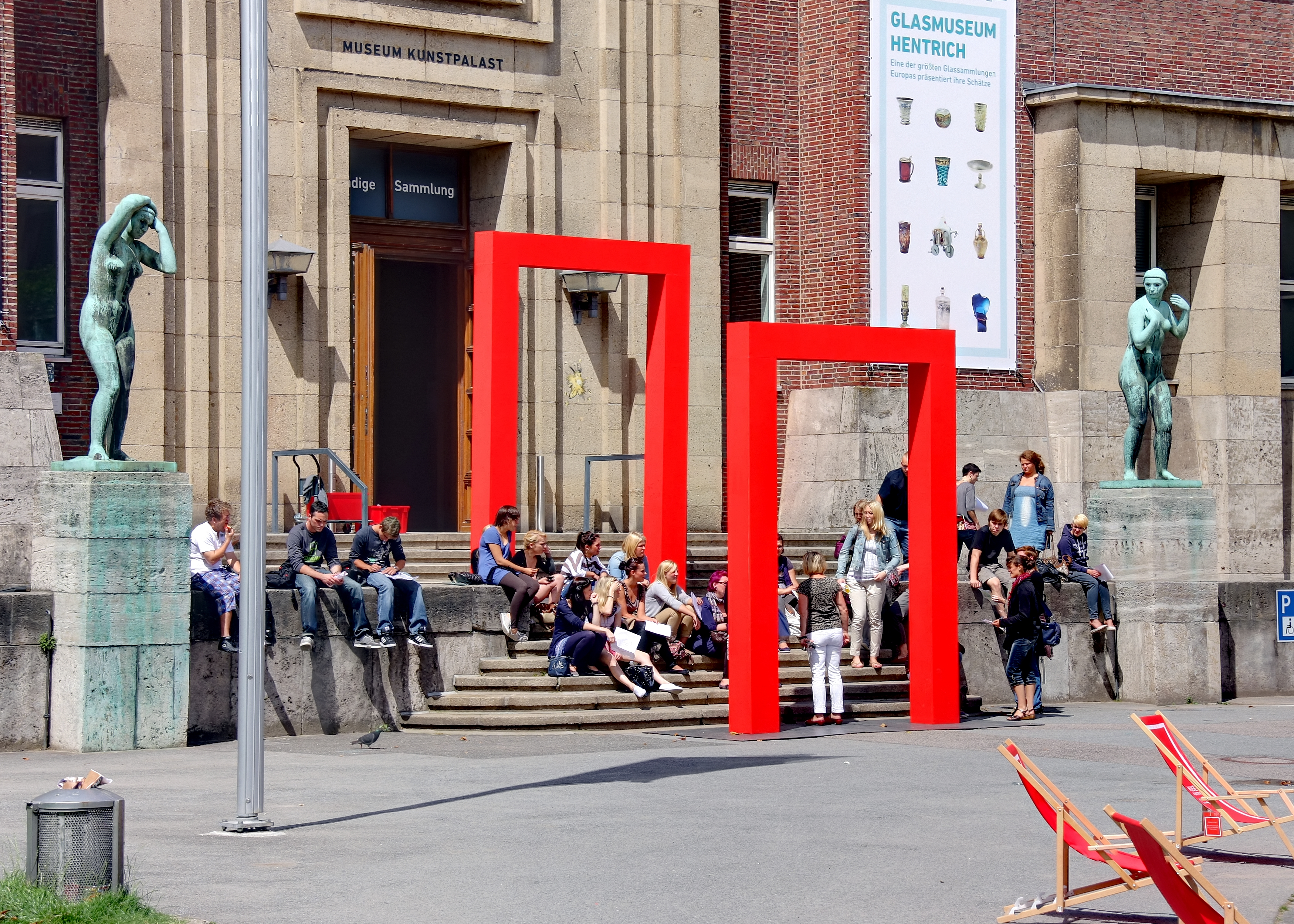
Entrada ala occidental
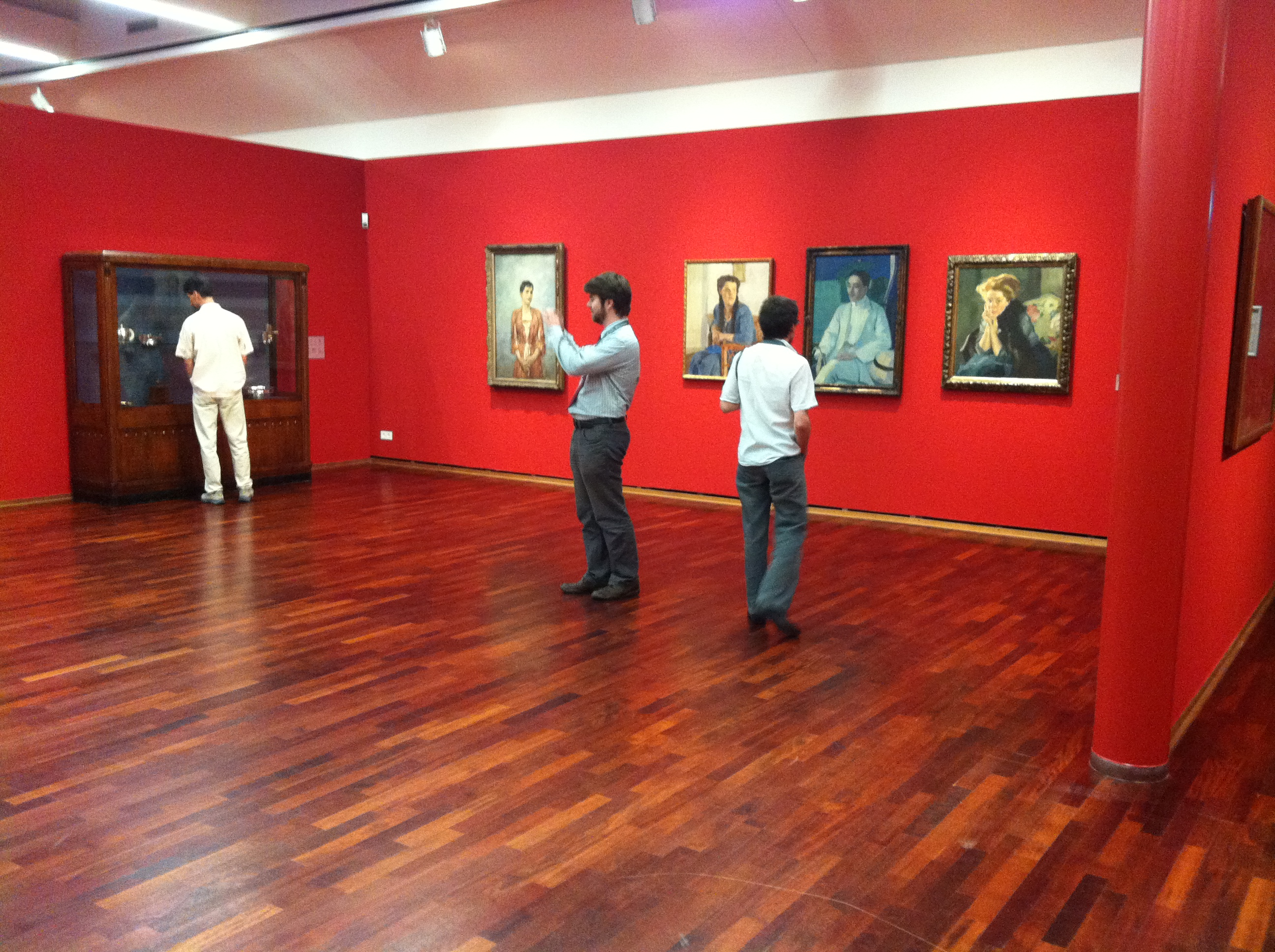
Interior del museu
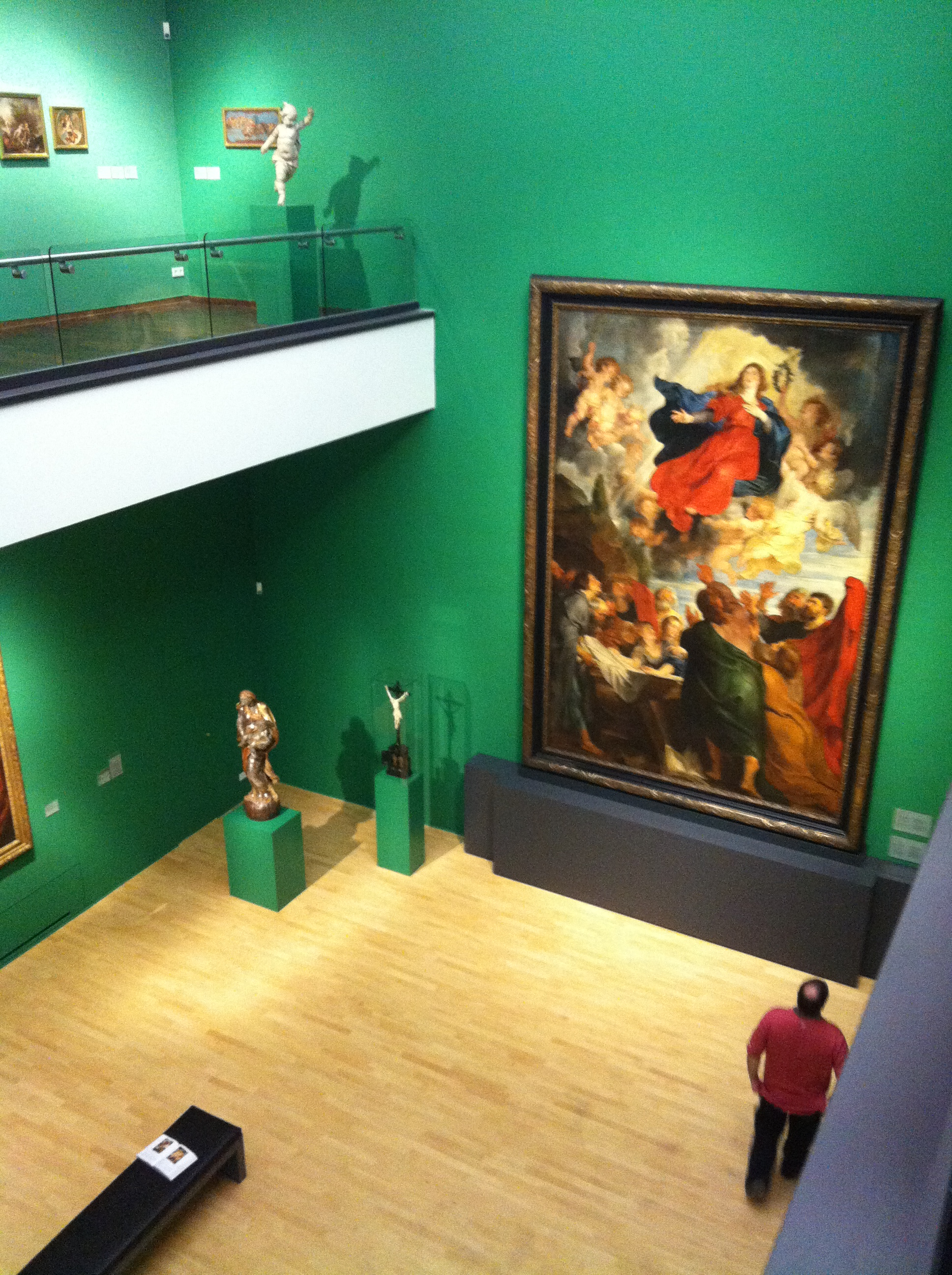
Interior del museu
Logo